# Камидзима
Камидзима (яп. 上島町 Камидзима-тё:) — посёлок в Японии, находящийся в уезде Оти префектуры Эхимэ. Площадь посёлка составляет 30,42 км², население — 7205 человек (1 августа 2014), плотность населения — 236,85 чел./км².

## Географическое положение
Посёлок расположен на острове Югэсима во Внутреннем Японском море, в префектуре Эхиме региона Сикоку. С ним граничат города Имабари, Ономити, Фукуяма, Канъондзи.

## Население
Население посёлка составляет 7205 человек (1 августа 2014), а плотность — 236,85 чел./км². Изменение численности населения с 1980 по 2005 годы:
| 1980 | 12 669 чел. |  |
| 1985 | 12 113 чел. |  |
| 1990 | 10 442 чел. |  |
| 1995 | 9380 чел.   |  |
| 2000 | 8605 чел.   |  |
| 2005 | 8098 чел.   |  |

## Символика
Деревом посёлка считается Quercus phillyraeoides, цветком — цветок сакуры.